# Merrillanthus hainanensis
Merrillanthus hainanensis  là một loài thực vật có hoa trong họ La bố ma. Loài này được Chun & Tsiang mô tả khoa học đầu tiên năm 1941.